# Lasse Larsson
Lars Larsson, plus connu sous le nom de Lasse Larsson  (né le 16 mars 1962 à Trelleborg en Suède, et mort le 8 mars 2015), est un joueur international et entraîneur de football suédois.

## Biographie

### Palmarès joueur
Il remporte plusieurs fois le Championnat de Suède ainsi que la Coupe de Suède.